# Speierheld
Der Speierheld, auch Speyerhalde genannt, ist ein etwa 464,2 m hoher Gebirgspass in der Haardt, einem Mittelgebirgszug am Ostrand des Pfälzerwalds, in Rheinland-Pfalz. Der Pass liegt auf der Gemarkung von Hambach an der Weinstraße. Auf der Passhöhe stehen der Ritterstein 248 mit der Aufschrift Speierheld und eine einfache Schutzhütte.

## Geographische Lage
Der Speierheld liegt im Biosphärenreservat Pfälzerwald-Vosges du Nord und im Naturpark Pfälzerwald. Er bildet den Bergsattel zwischen der Hohen Loog (618,7 m) mit der Hohe-Loog-Ebene (583,4 m) und dem Nollenkopf (490,3 m). Nach Nordwesten fällt der Sattel ab in das Hirschtal mit der Hirschtalquelle und nach Südosten nach Hambach an der Weinstraße, wo der Kanzgraben entspringt.

## Geschichte
Im Pfälzischen Erbfolgekrieg (1689–1697) wurden beim Rückzug der französischen Armee zwischen September und Dezember 1696 auf dem Nollenkopf Batterien und Verschanzungen angelegt. Der Transport des Materials und der Kanonen erfolgte von Hambach über den Weg zum Hambacher Schloss und dann weiter hinauf über die Alte Steinstraße, deren Pflasterung heute noch teilweise erhalten ist, zum Speierheld. Der letzte Abschnitt zum Nollenkopf über einen Gebirgsgrat wird heute noch Kanonenweg genannt. Dessen moderate Steigung erleichterte den Transport erheblich.
Über den Speierheld verlief bis zum Jahr 1822 die nördliche Grenze des ehemaligen Haagwalds, der sich bis zur Säkularisation nach der Französischen Revolution im Besitz des Bistums Speyer befand. Die Grenze wurde mit 76 Grenzsteinen markiert, von denen im Umfeld des Passes noch etwa 50 historische Grenzsteine erhalten sind. Aus dieser Zeit stammt der Name des Passes. Als Speyerhalde, was dann zum Speierheld wurde, bezeichnete man die Grenzschneise vom Pass bis zum Triftbrunnen bei Hambach. Diese Waldschneise existiert heute noch. Danach lag der Speierheld inmitten des Gemeindewalds Hambach. Mit der Verwaltungsreform von Rheinland-Pfalz im Jahr 1969 wurde dieser in den Stadtwald von Neustadt an der Weinstraße eingegliedert.

## Zugang und Wandern
Der Speierheld ist ein zentraler Knotenpunkt (Wegspinne) im Naturpark Pfälzerwald, wo verschiedene markierte und unmarkierte Wanderwege aufeinandertreffen. Der Zugang kann von Wanderparkplätzen am Herz-Jesu-Kloster oder am Nollensattel bei Neustadt bzw. vom Parkplatz am Hambacher Schloss erfolgen. Über den Sattel verlaufen der Prädikatswanderweg Pfälzer Weinsteig, der Hauptweg des Pfälzerwald-Vereins  von Ramberg zum Weinbiethaus sowie die lokalen Themenwanderwege Loog Loops und der Quellenwanderweg. Etwa 500 m südlich befindet sich der Aussichtsfelsen Hambacher Bergstein. Erreichbare Berggipfel mit Aussichtsmöglichkeit sind die Hohe Loog und der Nollenkopf. Am Gipfel der Hohen Loog liegt die bewirtschaftete Schutzhütte des Pfälzerwald-Vereins Hohe-Loog-Haus.

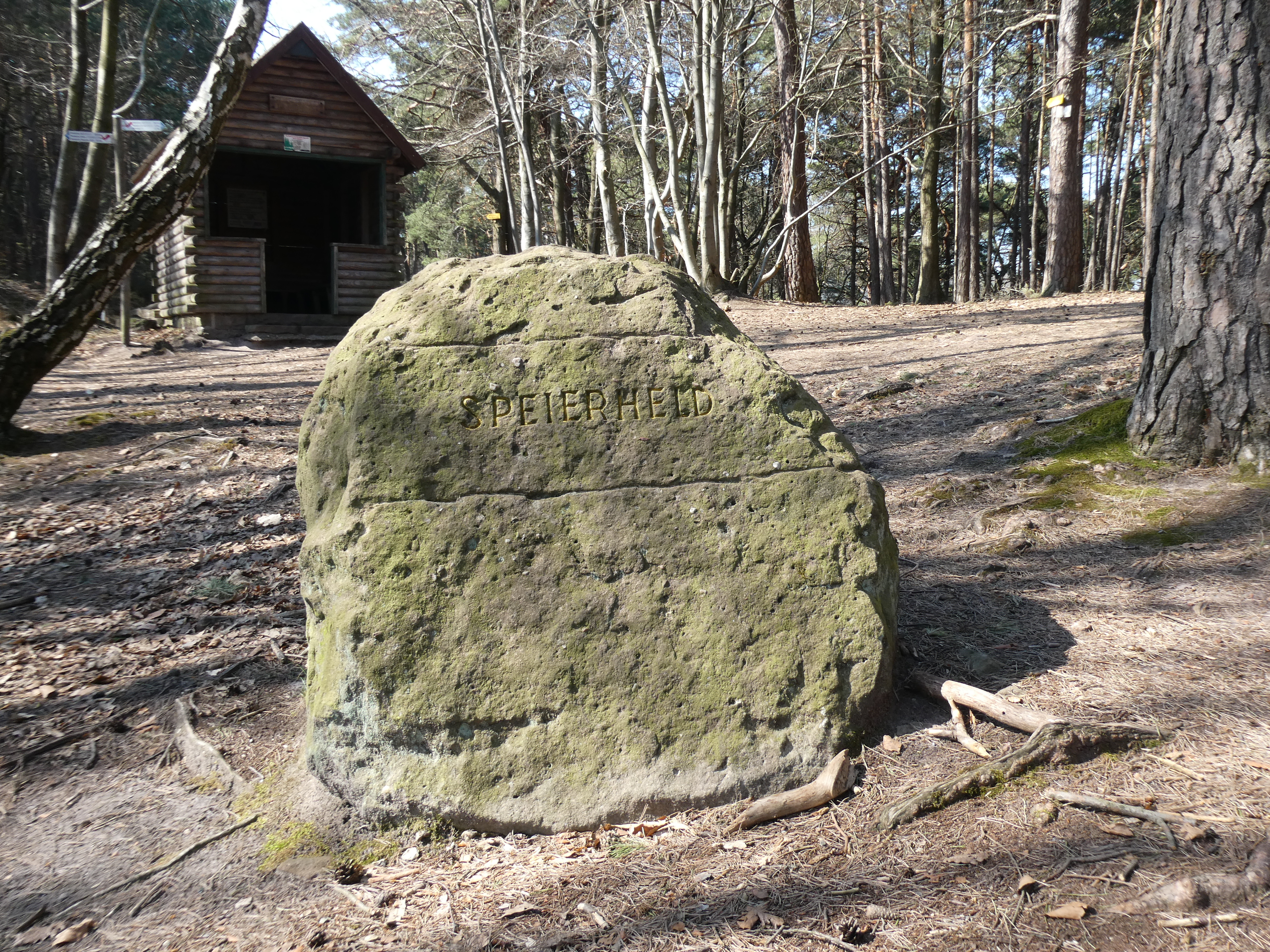
Ritterstein 248
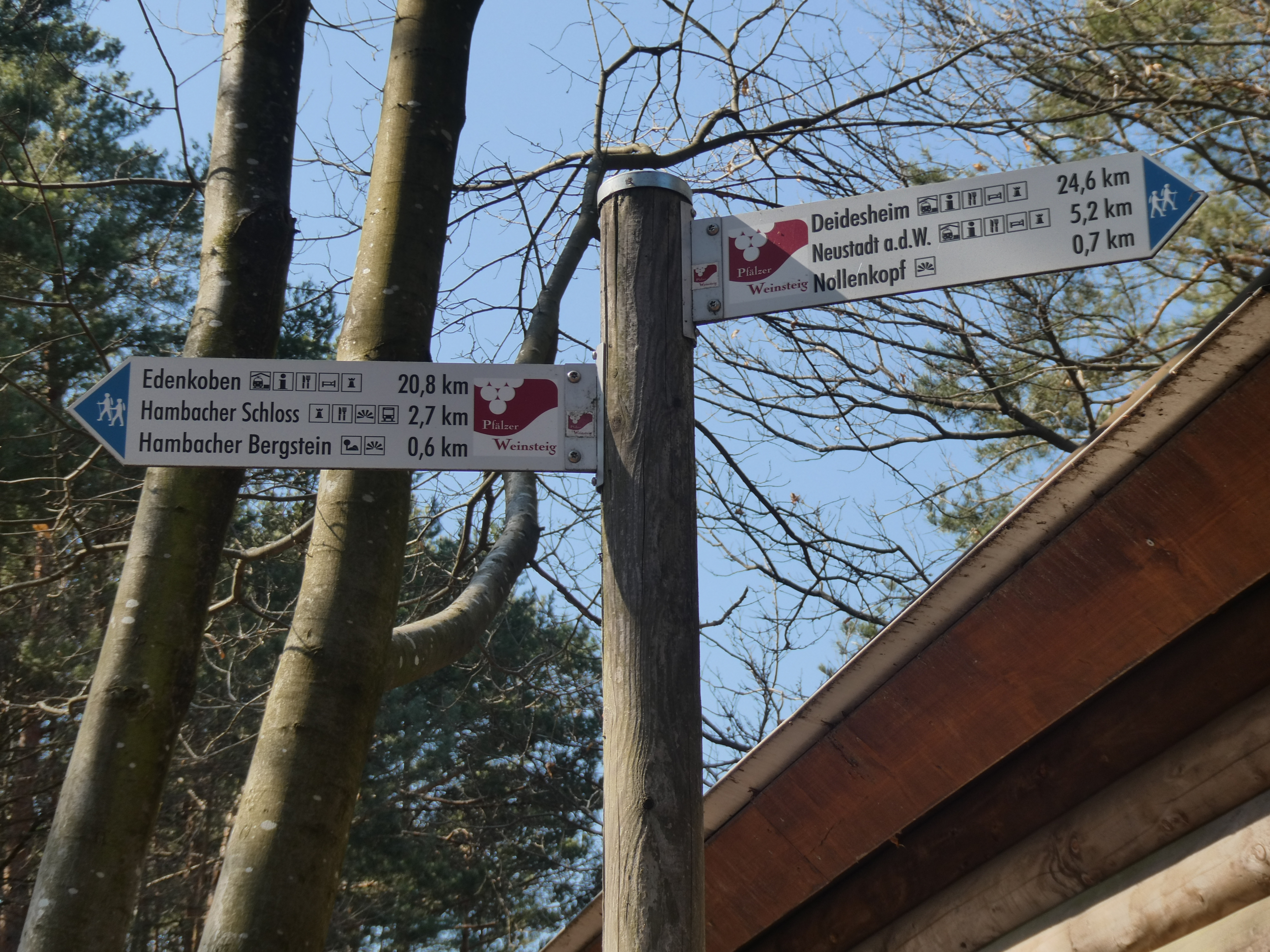
Wegweiser am Speierheld
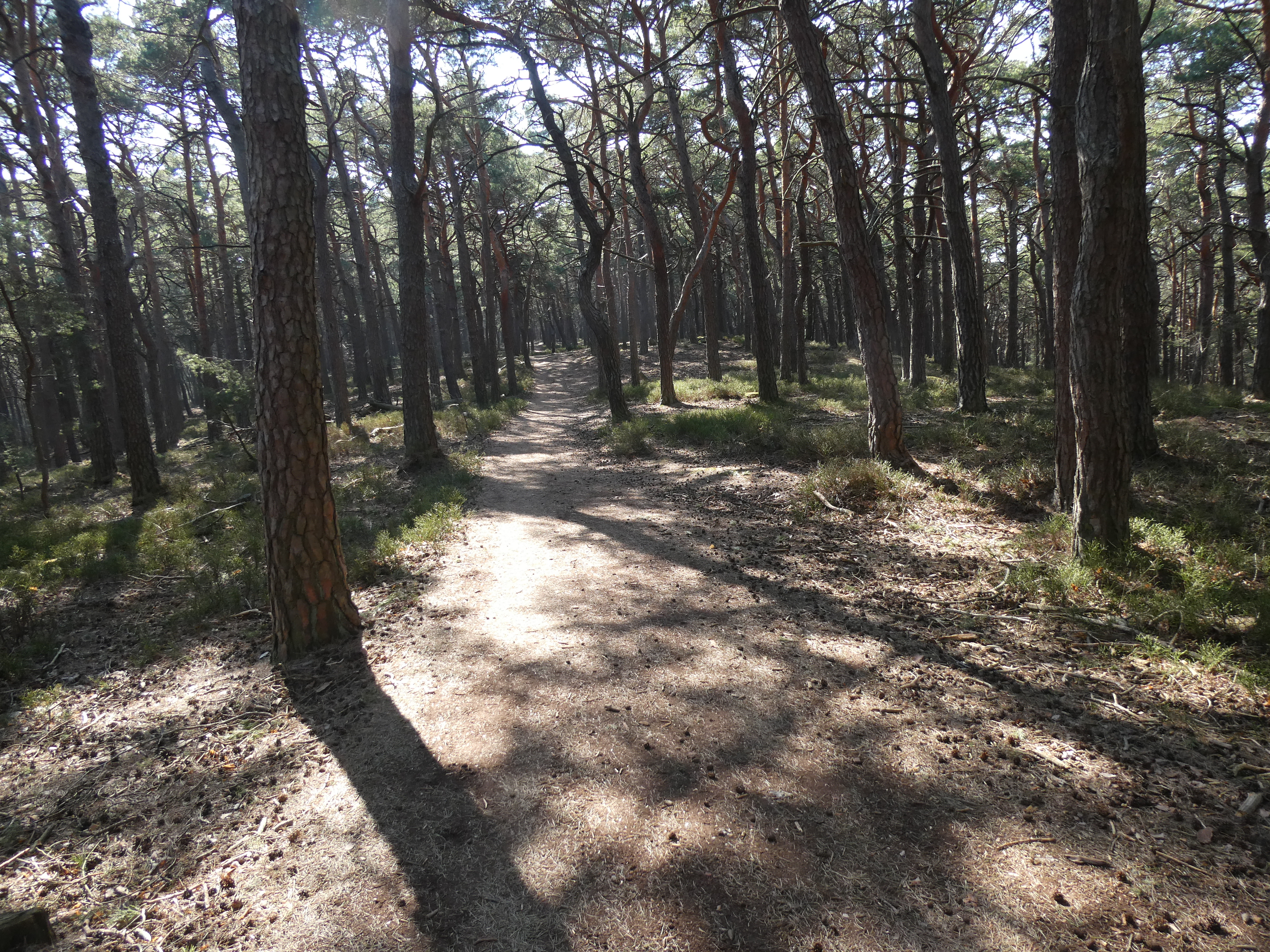
Kanonenweg zum Nollenkopf
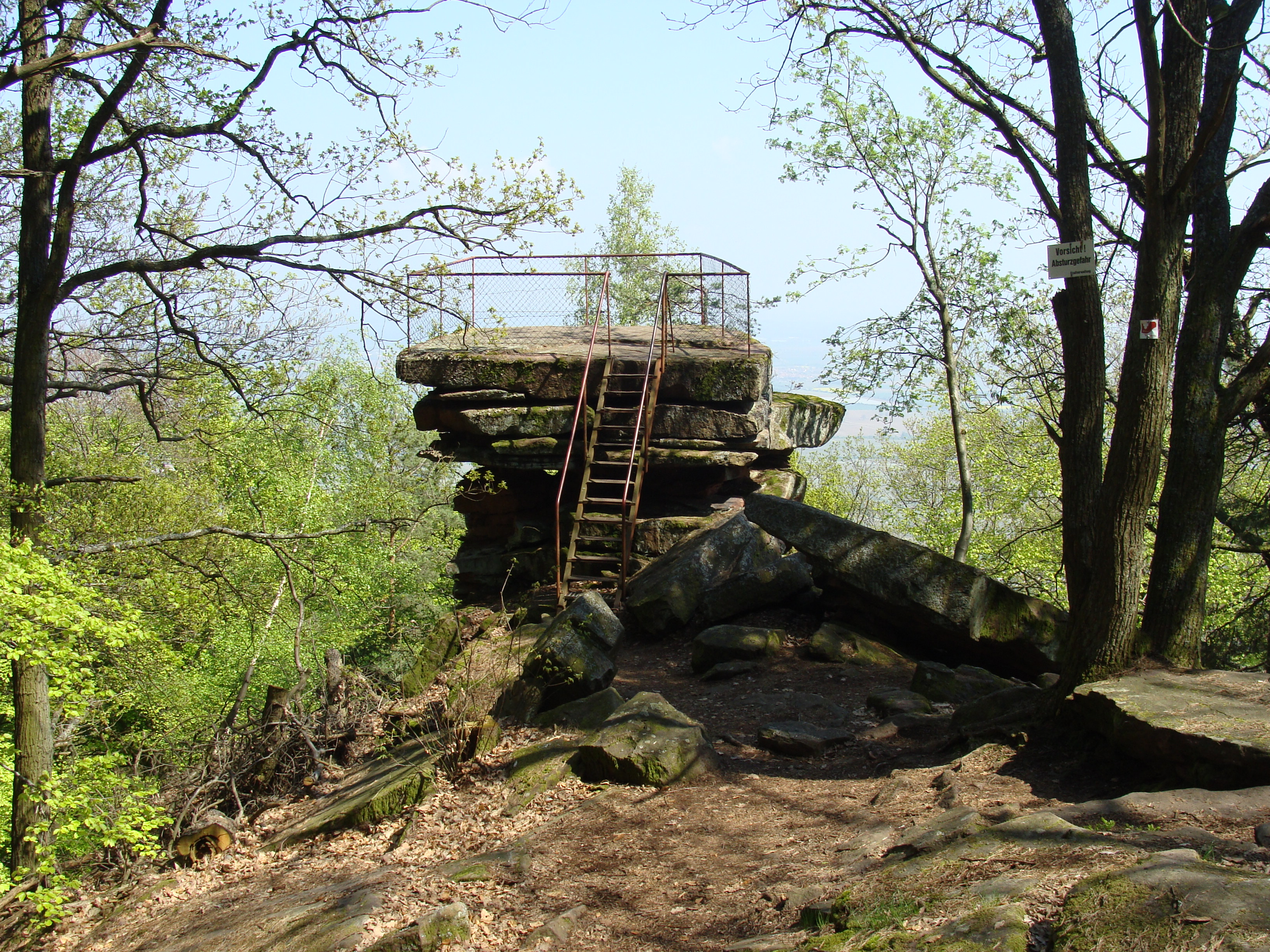
Hambacher Bergstein

|                                                   | Nollenkopf Afrikaviertel                         | Nollensattel Herz-Jesu-Kloster Neustadt an der Weinstraße |
| Sternberg Hirschtalquelle Kühungerquelle          |                                                  |                                                           |
| Hohe Loog Hohe Loog Ebene Hohe-Loog-Haus Bildbaum | Hambacher Bergstein Hambacher Schloss Sommerberg |                                                           |